# Paládio (presidente)
Paládio (em latim: Palladius) foi um oficial romano do século IV, ativo durante o reinado do imperador Constâncio II (r. 337–361). Em 361, aparece como presidente da Cilícia. Nesse ano, ele e o sofista Libânio trocaram cópias das orações um do outro. Paládio recebeu do sofista as epístolas 616, 631, 649 e talvez a 286, e é citado nas epístolas 615, 619 (todas de 361).